# نرگس انتخابی
نرگس انتخابی (زادۀ ۱۳۳۹ در تهران) نویسنده و مترجم ایرانی است. او دارای کارشناسی ارشد زبان آلمانی از دانشگاه هامبورگ آلمان است و در دانشگاه تهران و دانشگاه شهید بهشتی به تدریس زبان‌های انگلیسی و آلمانی می‌پردازد. او یکی از نویسندگان فرهنگ معاصر هزاره (انگلیسی ـ فارسی) (نویسندۀ اصلی: علی‌محمد حق‌شناس) است که در دورۀ بیستم انتخاب کتاب سال جمهوری اسلامی ایران، از سوی وزارت فرهنگ و ارشاد اسلامی، به‌عنوان کتاب سال برگزیده شد.

## تحصیلات
نرگس انتخابی، پس از گذراندن تحصیلات ابتدایی و متوسطه در مدارس آمریکایی و بین‌المللی، به مدرسۀ بین‌المللی مدیریت فرانسه رفت و در آنجا موفق به اخذ مدرک کارشناسی مدیریت شد. بعد از تحصیل در دورۀ کارشناسی رشتۀ ادبیات انگلیسی در دانشگاه تهران، در دورۀ کارشناسی ارشد رشتۀ زبان‌شناسی همگانی در همان دانشگاه مشغول تحصیل شد که آن را ناتمام گذاشت و به دانشگاه ایلینوی آمریکا رفت و در دورۀ کارشناسی ارشد رشتۀ ادبیات تطبیقی مشغول تحصیل شد، ولی به دلایلی آن را هم ناتمام گذاشت و پس از آن در دورۀ کارشناسی ارشد زبان آلمانی در دانشگاه هامبورگ به تحصیل خود ادامه داد و پس از اخذ مدرک در آن رشته، موفق به دریافت دانشنامه‌های بین‌المللی تدریس زبان انگلیسی شد.

## آثار
- راهنمای تلفظ زبان انگلیسی، نرگس انتخابی (تدوین)، مصطفی شیرخان‌زاده (تدوین)، تهران: انتشارات فرهنگ معاصر
- فرهنگ معاصر هزاره (انگلیسی ـ فارسی)، علی‌محمد حق‌شناس، نرگس انتخابی، حسین سامعی، تهران: فرهنگ معاصر
- دستور زبان آلمانی، نرگس انتخابی، تهران: فرهنگ معاصر
- فرهنگ معاصر انگلیسی ـ فارسی یک‌جلدی، سلیمان حییم، نرگس انتخابی (ویراستار)، آزیتا عباسی (ویراستار)، عادل بیابانگرد جوان (ویراستار)، حیات عامری (ویراستار)، تهران: فرهنگ معاصر
- فرهنگ معاصر ریزۀ آلمانی ـ فارسی، نرگس انتخابی (تدوین)، تهران: فرهنگ معاصر
- همچون طبیعتی بی‌جان: گزیدۀ اشعار، زیگرید کروزه، نرگس انتخابی (مترجم)، تهران: مرکز بین‌المللی گفت‌وگوی تمدن‌ها
- فرهنگ معاصر مدرسه: انگلیسی ـ فارسی، نرگس انتخابی (تدوین)، تهران: فرهنگ معاصر
- فرهنگ ریاضیات مدرسه، کی گاردنر، نرگس انتخابی (مترجم)، تهران: فرهنگ معاصر
- آشنایی با یوگا